# Нижній Новгород (міський округ)
Міський округ місто Нижній Новгород (рос. Городской округ город Нижний Новгород) - адміністративно-територіальне утворення (місто обласного значення) і муніципальне утворення зі статусом міського округу в центральній частині Нижньогородської області Росії.
Адміністративний центр - місто Нижній Новгород.

## Населення
| 2002       | 2004       | 2005       | 2006       | 2007       | 2008       | 2009       |
| ---------- | ---------- | ---------- | ---------- | ---------- | ---------- | ---------- |
| 1 319 644  | ↘1 305 100 | ↘1 297 600 | ↘1 291 800 | ↘1 286 433 | ↘1 282 678 | ↘1 280 355 |
| 2010       | 2011       | 2012       | 2013       | 2014       | 2015       | 2016       |
| ↘1 259 738 | ↗1 261 549 | ↗1 263 621 | ↗1 268 840 | ↗1 272 719 | ↗1 276 560 | ↘1 275 532 |
| 2017       |            |            |            |            |            |            |
| ↘1 270 241 |            |            |            |            |            |            |